# 스마트싱스
스마트싱스(SmartThings Inc.)는 미니애폴리스에 소프트웨어 개발 센터가 있는, 캘리포니아주 마운틴뷰에 본사를 둔 기술 기업이다. 스마트싱스는 스마트 홈, 컨슈머 사물인터넷을 위한 오픈 플랫폼을 개발한다. 스마트싱스는 "게이트웨이"나 "홈 컨트롤러"로 불리는 허브, 그리고 클라우드 플랫폼, 클라이언트 애플리케이션을 만든다.
스마트싱스는 2014년 8월 삼성에 인수되었다.

## 제품 및 서비스
스마트싱스의 주요 제품에는 무료 스마트싱스 앱, 스마트싱스 허브,, 그리고 다양한 센서 및 스마트 장치를 포함한다.
스마트싱스의 네이티브 모바일 애플리케이션은 사용자가 모바일 장치를 통해 자신들의 가정 환경을 통제, 자동화, 감시할 수 있게 한다. 이 애플리케이션은 각 사용자의 필요에 맞추어 구성된다. 앱의 대시보드에서 접근할 수 있는 앱의 스마트셋업 영역은 새로운 장치를 추가하는 과정을 용이하게 만들어준다. 고객들은 앱을 사용하여 한 번에 여러 장치에 연결하고 전용 경로를 따라 한 번에 하나의 장치를 구성할 수 있다.
허브는 가정의 인터넷 라우터에 직접 연결되며 직비(ZigBee), Z-Wave, IP 호환 장치와 같은 통신 프로토콜과 호환된다. 센서와 장치들을 다른 장치, 클라우드에 연결하는 역할을 하며 이로써 스마트싱스 네이티브 앱과의 통신이 허용된다.
일부 스마트싱스 호환 장치들은 다음을 포함한다:
- 모션, 근접, 습도 센서
- 자물쇠
- 콘센트
- 차고문 개폐기
- 스피커
- 온도조절기
- 삼성 TV, 삼성 냉장고, 삼성 에어컨, 삼성 세탁기, 삼성 에어드레서 등 삼성 가전기기
- 삼성 갤럭시 스마트폰/테블릿/웨어러블/스마트태그 등